# نداء القلب (فلم)
نداء القلب هو فيلم مصري تم إنتاجه عام 1943، قصة وسيناريو وحوار وإخراج عمر جميعى و بطولة سميرة خلوصي، إبراهيم حمودة، أمينة نور الدين.

## فريق العمل
تأليف وإخراج: عمر جميعى
بطولة:
- سميرة خلوصي
- إبراهيم حمودة
- أمينة نور الدين
- بشارة واكيم
- إسماعيل ياسين
- زوزو شكيب
- حسن كامل
- عبد الفتاح القصري
- إسكندر منسي
- زينات صدقي
- فيكتوريا حبيقة

## أغاني الفيلم
الحان:
- زكريا أحمد
- رياض السنباطي